# Liberális és Közép Unió
A Liberális és Közép Unió (litvánul Liberalų ir centro sąjunga, LiCS) egy politikai párt volt Litvániában 2003 és 2014 között. 2008 és 2012 között kormánypárt volt. 2012-ben 2,2 %-ot ért el a parlamenti választásokon, ezzel nyolc év után kiesett a Seimasból.
2014-ben egyesült az Igen elnevezésű párttal, és így létrejött a Litván Szabadság Unió.

## Választási eredmények
| Választás éve | Szavazatok száma | Szavazatok aránya | Mandátumok száma | Parlamenti státusz |
| ------------- | ---------------- | ----------------- | ---------------- | ------------------ |
| 2004          | 109 872          | 9,2%              | 18               | ellenzék           |
| 2008          | 66 078           | 5,34%             | 8                | kormánypárt        |
| 2012          | 28 263           | 2,15%             | 0                | nem jutott be      |

| Választás éve | Szavazatok száma | Szavazatok aránya | Mandátumok száma |
| ------------- | ---------------- | ----------------- | ---------------- |
| 2004          | 135 341          | 11,23%            | 2                |
| 2009          | 19 105           | 3,38%             | 0                |
| 2014          | 16 927           | 1,48%             | 0                |

## Külső hivatkozások
- honlap